# Festejo
El festejo es la danza representativa del criollo negro y originaria de la costa peruana. Surgió en el siglo XVII y los instrumentos musicales para esta danza han debido ser originalmente tambores de cuero, que luego se han reemplazado con el cajón peruano, y la maraca por la quijada de burro, agregándole guitarra acústica y canto. Tradicionalmente se practica en las regiones Lima e Ica, siendo la ciudad de Lima y los distritos de San Luis (Cañete) y El Carmen (Chincha), las zonas vinculadas a este género.

## Historia
Existen teorías que describen al festejo como un baile que se inició en Lima a mediados del siglo XVII, pero no brindan evidencias para apoyar dichas hipótesis. Todavía no se ha establecido ejemplo musical alguno que demuestre que esta forma musical existiera antes de 1800. Sin embargo, se han logrado identificar algunos festejos que datan del siglo XIX. Desde mediados del siglo XX se recopilan festejos antiguos de las zonas de Lima, Aucallama, Cañete y Chincha.
A partir de 1960, este baile se convierte en el género musical más difundido entre los artistas afroperuanos. En gran parte por la popularidad de los trabajos musicales realizados por José Durand, la familia Vásquez, Victoria Santa Cruz y Nicomedes Santa Cruz. 
En 1971 se inició el Festival de Arte Negro de Cañete, que incluyó por primera vez un concurso femenino donde la mejor bailarina es elegida "Reina del Festejo". Entre 1975 y 1977, se incluyó un concurso de composición de festejos y géneros similares. En aquellos años se destacaron las composiciones de José Villalobos Cavero (1931-),
Wilfredo Franco Laguna (1923-1993) y
Caitro Soto de la Colina (1934-2004), entre otros.
En esta década se populariza un nuevo estilo de festejo para mujeres que algunos músicos denominan "festejo estilo valentina", para el cual se visten con faldas y sostenes coloridos.

## Música
La base de todo festejo es el ritmo, que se logra mediante una serie de melodías sobre el cajón peruano y la quijada de burro, la guitarra y la cajita.
Es característico las repetidas pasadas tras periodos de cuatro u ocho compases y al estribillo coral de la fuga. Es posible que originalmente haya sido danza masculina de solista, improvisando pasos y contorsiones acrobáticas con toda libertad de espíritu y sin regla coreográfica alguna.

## Coreografía
Según el musicólogo William Tompkins, para inicios del siglo XX, la coreografía original casi se había perdido por completo.
A partir de 1949 se empieza a generar una coreografía estándar para el festejo en la Escuela de Música y Danza Folklórica Peruana (hoy Escuela Nacional Superior de Folklore José María Arguedas). Los gestos, los movimientos de brazos, los contoneos de cadera y los movimientos de polleras o faldas, son elementos que distinguen rápidamente el festejo de otra danza, complementándose desde luego con el proceso de enamoramiento en las que las parejas se han propuesto.

## Vestimenta
La vestimenta con la que los grupos de danzas representan al festejo se inspira en las acuarelas de Pancho Fierro y en las vestimentas de los descendientes africanos de finales de la época del Virreinato y principios de la República.
Hombres: llevan camisones de manga ancha con chaleco, pantalón con blondas en el botapié y un pañuelo a la cintura.
Mujeres: utilizan una pañoleta amarrada a la cabeza, fustanes largos de colores blanco y rojo vestido o faldas de colores.